# Anhui Jianghuai Automobile
Die Anhui Jianghuai Automobile Co., Ltd. (chinesisch: 安徽江淮汽车股份有限公司; Pinyin: Ānhuī Jiānghuái qìchē gǔfèn yǒuxiàn gōngsī), abgekürzt JAC, ist ein Hersteller von Personenkraftwagen und Nutzfahrzeugen mit Sitz in Hefei, Provinz Anhui, Volksrepublik China. 1964 unter dem Namen Hefei Jianghuai Automobile Factory gegründet, existiert sie unter dem heutigen Namen seit 1999.

## Fahrzeugproduktion
Gebaut werden Pkws vom Kleinwagen bis zur oberen Mittelklasse, SUVs, Lieferwagen, Kleinbusse, Omnibusse und Lastkraftwagen, primär für den chinesischen Inlandsmarkt, aber auch für den Export nach Brasilien und andere Länder. Forschungs- und Entwicklungsabteilungen gibt es in Hefei, China, seit 2005 in Turin in Italien und seit 2006 in Tokio in Japan.
2009 produzierte das Unternehmen 336.979 Personenkraftwagen.
Am 10. September 2010 kündigte das Unternehmen ein Joint-Venture mit dem US-amerikanischen Nutzfahrzeughersteller Navistar International an.